# セルゲイ・シマトコ
セルゲイ・イワノヴィチ・シマトコ（シュマトコ、ロシア語: Сергей Иванович Шматко、ラテン文字転写の例：Sergei Ivanovich Shmatko、1966年9月26日 - 2021年11月7日）は、ロシアの政治家、実業家。2008年5月12日から2012年5月まで第2次ウラジーミル・プーチン内閣のエネルギー大臣をつとめた。スタヴロポリ出身。

## 経歴・人物
ウラル大学で機械工学と経済学を学ぶ。1985年から1988年まで兵役に就き、北海艦隊の原子力潜水艦勤務。1990年ドイツ・マールブルク大学に留学し経済学を学ぶ。
1992年BDO・ビンデル社（フランクフルト・アム・マイン）の監査役。1994年ロシアへの投資会社であるRFI社取締役。1995年6月ロシア地域開発銀行対外関係部長・投資研究所フェロー。1997年ロスエネルゴアトム経済戦略研究センター所長。1999年から2001年までKazUpack VNIIAES経済戦略顧問。2002年から2005年国家両替基金議長。2004年高級軍事アカデミーコースを修了。2005年2月からガスプロムバンク取締役会議長（会長）顧問、アトムストロイエクスポルト社副会長を経て、6月からアトムストロイエクスポルト会長。2008年5月12日ロシアエネルギー相に任命され、2012年5月までつとめた。2021年11月7日、新型コロナウイルス感染症によりモスクワで死去した。55歳没。